# Сибілла Бранденбурзька
Сибілла Бранденбурзька (нім. Sibylle von Brandenburg, 31 травня 1467 — 9 липня 1524) — бранденбурзька принцеса з династії Гогенцоллернів, донька курфюрста Бранденбургу Альбрехта III Ахілла та саксонської принцеси Анни, дружина останнього герцога Юліха та Бергу Вільгельма. Регентка Юліха та Бергу у 1511—1524 роках.

## Біографія
Народилась 31 травня 1467 року в Ансбасі шостою дитиною та четвертою донькою в родині маркграфа Ансбаху та Кульмбаху Альбрехта I та його другої дружини Анни Саксонської. Мала старшого брата Фрідріха та сестер Амалію й Барбару. Інші діти померли до її народження. Згодом сімейство поповнилося сімома молодшими дітьми, з яких дорослого віку досягли четверо.
У лютому 1471 року батько став курфюрстом Бранденбургу під іменем Альбрехта III. 15 листопада 1480 року в Кельні був підписаний офіційний договір щодо заручин Сибілли із герцогом Юліху та Бергу.

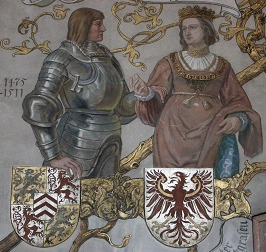
Зображення Сибілли та Вільгельма у замку Бург

У віці 14 років Сибілла була видана заміж за удового 25-річного герцога Юліха та Бергу Вільгельма. Весілля відбулося 25 липня 1481 у Кельні. Церемонію провів Кельнський архієпископ Герман IV. Оскільки союз святкувався дуже пишно й зібралася величезна кількість шляхетних гостей, вінчання провели посеред поля поблизу міської брами Святого Северина. Як ранковий подарунок першого дня шлюбу, Сибілла отримала від чоловіка замок Бенрат поблизу Дюссельдорфу разом із його щорічними виплатами у розмірі 100 гульденів.
За принцесою давали великий посаг, однак Вільгельмові довелося кілька разів писати родичам дружини щодо затримок платежів. Зовні шлюб виглядав щасливим. У подружжя народилася єдина донька Марія (1491—1543) — дружина герцога Юліх-Клеве-Бергу Йоганна III Миролюбного, мала четверо дітей.
У 1496 році вона була заручена зі спадкоємним принцом Клеве і стала його дружиною у 1510 році. Максиміліан I гарантував їй наступність на троні Юліху та Бергу патентом від 4 травня 1509.
Одним із замків, які належали подружжю, був Бург у Золінгені, де збереглося зображення пари. Сибілла, завдяки своєму благочестю та силі характеру, мала популярність та велику повагу серед сучасників.
Вільгельм пішов з життя 6 вересня 1511 року після тривалої та важкої хвороби. Готівка, залишена ним, була передана Сибіллі. Оскільки Марія постійно проживала в Клеве разом із чоловіком, вона попросила матір виконувати функції регентки у Юліху та Бергу.

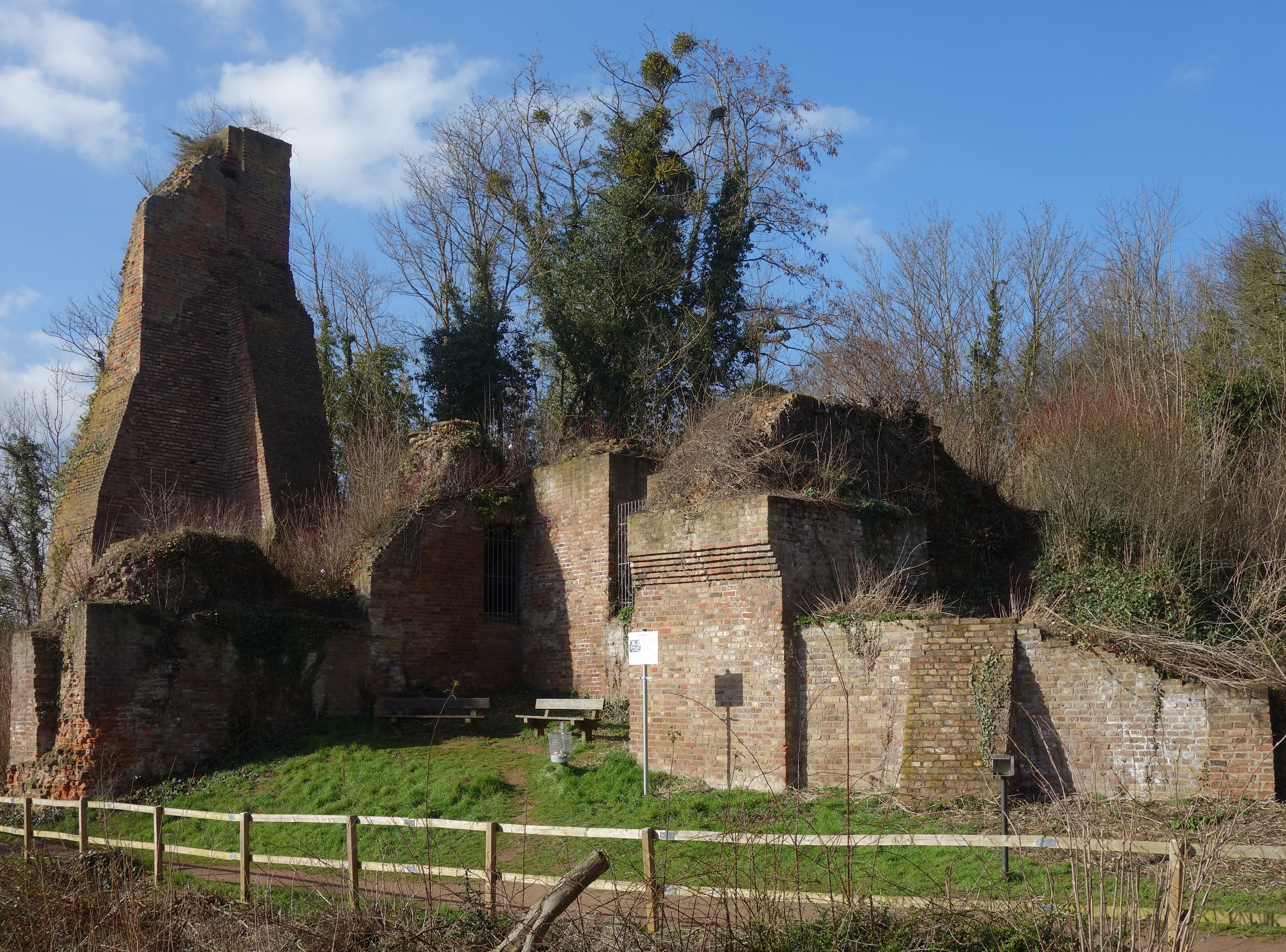
Руїни замку Кастер

Хоча Сибілла мешкала майже весь час у своїй удовиній резиденції в Кастері біля Бедбургу, описували правительку як активну, енергійну, мудру та справедливу матір для своєї країни. Періодично жінка бувала у замку Бенрат, здійснювала поїздки до юліхських замків Гамбах та Берренштайн. Із задоволенням брала участь у подорожах до святинь, наприклад, до мощів святого Губерта в Арденнах. Багато робила для церковних корпорацій. Двір тримала скромний. Серед її слуг, окрім інших, були мисливець, пивовар, пекар, рибалка, носильник, покоївка, арфіст, придворний блазень.
Влітку 1518 року до неї прибув емісар імператора з проханням бути посередницею у вирішенні сімейних неґараздів при Клевському дворі. Сестра її зятя, Анна, взяла таємний шлюб із графом Вальдекським, у той час, як батько сподівався оженити її з герцогом Ґельдерну. Вражені її об'явою про весілля, родичі вирішили довічно ув'язнити жінку. За допомоги імператора Максиміліана I, його онука Карла Іспанського та порад Сибілли, сімейство примирилося. Молода пара отримала посаг і відмовилася від прав на клевські землі.
Померла 9 липня 1524 року. Була похована у князівській крипті в Альтенберзькому абатстві.